# لقمه‌ماهی آتلانتیک
لقمه‌ماهی آتلانتیک (نام علمی: Dasyatis sabina) نام یک گونه از تیره پوماهی است.